# Bulurejo (Semin)
Bulurejo is een bestuurslaag in het regentschap Gunung Kidul van de provincie Jogjakarta, Indonesië. Bulurejo telt 3351 inwoners (volkstelling 2010).